# What If… Iron Man Crashed Into the Grandmaster?
«What If… Iron Man Crashed Into the Grandmaster?» (с англ. — «Что, если… Железный человек влетел бы в Грандмастера?») — четвёртый эпизод второго сезона американского анимационного телесериала «Что, если…?», основанного на одноимённой серии комиксов издания Marvel Comics.
В данном эпизоде исследуется, что было бы, если Тони Старк / Железный человек попал бы на Сакаар в 2012 году. Сценарий к эпизоду написала Эшли Брэдли, а режиссёром выступил Брайан Эндрюс.
Джеффри Райт повествует события мультсериала в роли Наблюдателя. Мик Уингерт вернулся к озвучиванию Тони Старка — главного героя данного эпизода.
Разработка второго сезона началась в декабре 2019 года. Однако из-за задержек в производстве, вызванных пандемией COVID-19 во время создания первого сезона, было объявлено, что первые два сезона будут состоять из девяти эпизодов каждый.
Эпизод «Что, если… Железный человек влетел бы в Грандмастера?» был выпущен на стриминговом сервисе Disney+ 25 декабря 2023 года.

## Сюжет
В 2012 году во время битвы за Нью-Йорк Тони Старк / Железный человек залетает с ракетой в портал, открытый с помощью Тессеракта и уничтожает флот Читаури, однако не успевает попасть обратно в портал, после чего приземляется на Сакааре. Падая на Сакаар, Старк попадает в ложу Грандмастера и последний заявляет, что на Сакааре Старка почитают как героя.
Старк пытается улететь с планеты, однако Грандмастер его останавливает и представляет ему свои гонки под названием «Сакаарский Гран-при». Грандмастер начинает гонки, в которых также участвуют Валькирия и Корг. Старк ужасается гонками, в которых жители планеты разбиваются насмерть на радость зрителям и видит, что «Герой Грандмастера» пытается убить Корга. Надев костюм, Старк спускается на гоночную трассу, однако существо убивает прибывшая Гамора. Она пытается убить Старка, однако обоих обездвиживает Грандмастер.
Старка, Гамору и Корга помещают в отдельную комнату для утех, где Гамора рассказывает, что пришла убить Старка за поражение своего приёмного отца и безумного титана Таноса. Старк и Корг сбегают, оставив Гамору в комнате. С помощью дугового реактора Тони снимает электрошокер и вместе с Коргом пробирается к кораблям. Прибывает высвободившаяся Гамора, однако её нейтрализует электрошокером Старк.
Грандмастер объявляет Старка в розыск. Старк пытается убить Гамору, однако слова Грандмастера о нём меняют его мнение и он решает освободить планету и её жителей от тирании Грандмастера. Гамору же арестовывает Топаз — главная помощница Грандмастера. Старк берёт в команду Валькирию, и вместе с Коргом строит новый бронекостюм. После этого Старк предлагает Грандмастеру сделку: если Старк победит в гонке, Грандмастер перестанет быть королём Сакаара, но при этом может выбрать Тони машину, и в случае поражения, Старк отдаст ему свой костюм. Грандмастер соглашается и объявляет о начале гонок, также сажая за руль вырвавшуюся Гамору.
Начинаются гонки за планету. В процессе гонки, костюм Старка разбивают и он превращается в гоночную машину. После этого Старк убеждает Гамору выйти из тени своего отца и жить своей жизнью, после чего Гамора спасает его от «Героев Сакаара», жертвуя своей машиной, позволив Старку продолжить гонку. На последнем круге Грандмастер начинает побеждать и Старк с помощью дугового реактора ускоряет свою машину и побеждает в гонках. Грандмастер объявляет ничью, и в данном случае, победителя выбирает он сам, после чего называет им себя. В это же время Топаз пытается коснуться костюма Старка своим жезлом, чтобы расплавить его, однако Валькирия врезается в Топаз и жезл касается Грандмастера, расплавляя его.
Жители планеты объявляют Валькирию хозяйкой планеты и освобождают Старка. Гамора приходит за ним, и говорит, что не может прийти к Таносу без него. Она задерживает его и прибывает на Святилище. Танос разочаровывается в Старке, называющим себя «Железным человеком». Внезапно Гамора нападает на Таноса и с помощью жезла Топаз расплавляет его.
Некоторое время спустя Гамора и Старк расплавляют Перчатку Бесконечности Таноса на Нидавеллире.
В сцене после титров расплавленный Грандмастер просит Топаз собрать его обратно.

## Производство

### Разработка
В декабре 2019 года президент Marvel Studios Кевин Файги сообщил, что работа над вторым сезоном «Что, если…?», содержащим 10 эпизодов была начата и основанным на одноимённой серии комиксов издания Marvel Comics. В нём исследуется, как изменились бы события фильмов медиафраншизы «Кинематографическая вселенная Marvel» (КВМ), если бы некоторые события произошли бы иначе. Эшли Брэдли и Брайан Эндрюс вернулись в качестве главного сценариста и ведущего режиссёра соответственно и являются исполнительными продюсерами вместе с Брэдом Виндербаумом, Кевином Файги, Луисом Д’Эспозито и Викторией Алонсо. Изначально данный эпизод должен был стать десятым эпизодом первого сезона, но был перенесён на второй сезон, так как не был вовремя завершён из-за задержек в производстве, связанных с пандемией COVID-19. Эндрюс посчитал, что решение отложить эпизод было правильным, называя его «безумным» и способным «[выстрелить] на всю катушку», имея дополнительное время производства.

### Сценарий
Сценарий к эпизоду был написан Эшли Брэдли. Эпизод исследует вопрос о том, что произошло, если бы Тони Старк не успел попасть обратно в портал в 2012 году и попал бы на Сакаар. Часть данного эпизода была представлена в финальном эпизоде первого сезона «What If… the Watcher Broke His Oath?» и Брэдли посчитала, что было бы интересно узнать, как Гамора получила броню Таноса и стала лучшей подругой Старка. Брэдли решила написать этот эпизод, потому что является поклонницей Тони Старка и была очарована отношениями Старка и Пеппер Поттс, заявив: «Он не лотарио из Джеймса Бонда. У него есть отношения с Пеппер, и она всегда выглядит как женщина, обладающая властью и собственной силой. Мне всегда нравилось, что движущей силой Тони является необходимость все исправить, но в то же время этой силой была сама Пеппер». Ранее Брэдли рассматривала несколько различных сюжетных линий, ориентированных на Тони Старка, но в итоге от них отказалась. Среди них была история об отношениях молодого Тони и его отца Говарда Старка, вдохновлённая отношениями молодого Индианы Джонса и его отца во вступительной серии фильма «Индиана Джонс и последний крестовый поход» (1989), а также его спин-оффа «Хроники молодого Индианы Джонса» (1992—1996). Также рассматривался эпизод «романтической космической оперы», в котором Тони Старк и Пеппер Поттс путешествовали бы по космосу в стиле Одиссеи. Последняя идея оказалась «слишком большой историей» для одного эпизода сериала, и вместо неё Брэдли хотела раскрыть другие аспекты Тони Старка. Когда идея была ещё в разработке, Брэдли шутя заявила о появлении персонажей франшизы «Звездные войны», например Люка Скайуокера. Сама планета Сакаар, а также и Валькирия были впервые представлены в фильме «Тор: Рагнарёк» (2017).

### Подбор актёров
Джеффри Райт повествует события мультсериала в роли Наблюдателя, а сама студия Marvel выразила надежду в возвращении актёров к озвучиванию своих персонажей в новом сезоне. К озвучиванию персонажей также вернулись Мик Уингерт (Тони Старк / Железный человек), Джефф Голдблюм (Грандмастер), Тесса Томпсон (Валькирия), Тайка Вайтити (Корг) и Синтия Маккуильямс (Гамора). Рэйчел Хаус озвучила помощницу Грандмастера — Топаз, а Джош Бролин — безумного титана Таноса.

### Анимация
Брайан Эндрюс разработал стиль анимации «Сел-шейдинг» вместе с главой отдела визуального развития Marvel Studios Райаном Мейнердингом. Хотя сериал имеет единый художественный стиль, такие элементы, как камера и цветовая палитра, отличаются между эпизодами:4.

## Выпуск
Эпизод «Что, если… Железный человек влетел бы в Грандмастера?» был выпущен на стриминговом сервисе Disney+ 25 декабря 2023 года.

## Комментарии
1. ↑  Непопадание Старком в портал на Землю — момент, когда события эпизода расходятся с хронологической последовательностью «Священной линии времени», в частности с событиями фильма «Мстители» (2012), образуя новое альтернативное временное ответвление.
2. ↑  Данные события были показаны в эпизоде «What If… the Watcher Broke His Oath?».